# Бомбардировка на Валядолид
Бомбардировката на Валядолид е въздушна атака, извършена на 25 януари 1938 г. срещу този кастилски град в контекста на Гражданската война в Испания.

## Бомбардировката
На 25 януари около 15 бързолетящи самолета Туполев SB-2 хвърлят 7,5 тона експлозиви. Атаката засяга най-вече работилниците на ЖП гарата, но също така и складовете за боеприпаси, разположени в близост. Това не е първият път, когато републиканците атакуват града, въпреки че на 22 май 1937 г. вече е извършена друга атака от особено значение. Тази нова републиканска бомбардировка всъщност представлява продължение на бомбардировката, извършена над Саламанка на 21-ви и Севиля на 23-ти, въпреки че е с по-малък интензитет.